# Gavião Parkatêjê
I Gavião Parkatêjê  sono un gruppo etnico del Brasile che ha una popolazione stimata in 582 individui (2010).

## Lingua
Parlano un dialetto della lingua pará gavião orientale, lingua che appartiene alla famiglia linguistica Jê. A partire dal 1981, grazie a complessi scolastici fondati dal FUNAI, i Gavião Parkatêjê hanno cominciato ad usare anche il portoghese come lingua quotidiana. Gavião significa letteralmente "falco".

## Insediamenti
Vivono nello stato brasiliano di Pará, nel territorio indigeno Mãe Maria situato all'interno del comune di Bom Jesus do Tocantins, un territorio delimitato dai fiumi Flecheiras e Jacundá, affluenti destri del Tocantins.

## Storia
Nella prima metà del XX secolo, i "Gavião occidentali" sono stati divisi in tre gruppi locali, a seconda della posizione che occupavano nel bacino del Tocantins. Tra questi gruppi vi erano anche i Parkatêjê oltre ai Kyikatêjê ("il popolo a monte del fiume"). A causa di una serie di conflitti tra questi due gruppi, i Kyikatêjê si rifugiarono a monte del fiume del Tocantins, nel Maranhão, e presero anche il nome di gruppo "Maranhão" per differenziarli dai gruppi dei Pukôbjê e dei Krinkatí. Il terzo gruppo dei "Gavião occidentali" occupò le foci del fiume Capim ed era conosciuto come "il gruppo della montagna", ossia Akrãtikatêjê, in cui akrãti significa "montagna".
Oggi questi tre sottogruppi vivono riuniti anche se una certa differenziazione culturale ancora esiste. Basti pensare alla scritta posta su un cartello all'ingresso del villaggio che indica "Indigena Comunidade Parkatêjê" (comunità indigena Parkatêjê), ad indicare l'autonomia culturale e storica acquisita.
Nel 1977, la costruzione di un'autostrada, la PA-150, che da Morada Nova porta a Castanhal, un comune nei dintorni di Belém, ha toccato i bordi sud-occidentali del territorio indigeno Mãe Maria, creando notevoli difficoltà ai Gavião Parkatêjê, a seguito delle invasioni nell'area di lavoratori, operai vari e coloni. Altri problemi vi furono con la costruzione di linee elettriche, nei primi anni ottanta, da parte della centrale elettrica di Tucuruí.